# Poxviridae
Poxviridae ou poxvírus é uma família que têm como principal característica a capacidade de infectar tanto os animais vertebrados como também os invertebrados. Partículas viróticas de poxvirus são geralmente envelopadas e variam em forma, dependendo da espécie, mas geralmente têm forma de tijolo ou uma forma mais oval.  O virião (o vírus que ainda não parasitou uma célula) tem um tamanho de aproximadamente 200 nm de diâmetro e 300 nm de comprimento e leva o seu genoma num simples e linear segmento de DNA (1). Em comparação, o Rhinovirus possui 1/10 do tamanho dum virião Poxviridae típico(2).  A Microscopia electrónica dos gêneros Orthopoxvirus e Parapoxvirus, incluindo o vírus da varíola, foi coligida pelo International Committee on Taxonomy of Viruses no site  Poxviridae picture gallery.
O protótipo da família poxvírus é o vírus vaccinia, o qual tem sido usado com sucesso como vacina para erradicar o vírus da varíola. O vírus vaccinia também tem sido utilizado como uma ferramenta eficaz capaz de provocar uma forte resposta imunitária por parte de um hospedeiro. O vírus vaccinia penetra nas células principalmente por fusão celular, apesar de actualmente ainda não se conhecer qual o receptor responsável pela ligação do vírus à célula.
O nome da família Poxviridae é uma herança do agrupamento original dos vírus associados com doenças que produzem vesículas (pox em inglês). A moderna classificação viral é baseada na forma e características moleculares dos vírus, sendo que o vírus da varíola permanece como o mais notável desta família.
O outro poxvirus conhecido por especificamente infectar humanos é o responsável pelo  molluscum contagiosum virus (MCV).(3)
Os seguintes géneros são atualmente incluídos aqui:
- Subfamília Chordopoxvirinae
  - Gênero Orthopoxvirus; espécies: Vaccinia virus; diseases: cowpox, vaccinia, smallpox
  - Gênero Parapoxvirus; espécies: Orf virus
  - Gênero Avipoxvirus; espécies: Fowlpox virus
  - Gênero Capripoxvirus; espécies: Sheeppox virus
  - Gênero Leporipoxvirus; espécies: Myxoma virus
  - Gênero Suipoxvirus; espécies: Swinepox virus
  - Gênero Molluscipoxvirus; espécies: Molluscum contagiosum virus
  - Gênero Yatapoxvirus; espécies: Yaba monkey tumor virus
- Subfamília Entomopoxvirinae
  - Gênero Entomopoxvirus A; espécies: Melolontha melolontha entomopoxvirus
  - Gênero Entomopoxvirus B; espécies: Amsacta moorei entomopoxvirus
  - Gênero Entomopoxvirus C; espécies: Chironomus luridus entomopoxvirus